# Taaravainu
Taaravainu  est un village estonien appartenant à la commune de Rakvere dans le Virumaa occidental. Sa population est de 118 habitants au 1er janvier 2010.